# Промоакція
Промоакція (англ. Promo — рекламний; лат. Actio — дія, виступ, що здійснюється для досягнення якоїсь мети) — вид рекламної активності компанії, шляхом якої дізнаються про товар не з якогось джерела (телевізора, радіоприймача, сторінок друкованих видань), а особисто — просто потрапивши на дегустацію, роздачу рекламних зразків товару або інший вид промоакції.
Промоакція — це сукупність дій, спрямованих на просування продукту чи послуги, які впливають на цільову аудиторію (потенційних споживачів). Вплив може бути інформаційним: можна візуально ознайомитися з продуктом або послугою, протестувати, продегустувати; і заохочувальним: отримати безплатно продукт, що просувається, при купівлі певної кількості продукту, отримати подарунок за купівлю товару (користування послугою), отримати знижку на покупку товару або послуги тощо. Промоакція, зазвичай, має короткостроковий характер. З метою введення на ринок нового товару (послуги) або підвищення продажів уже запропонованого товару (послуги).
Промоакцію проводять спеціально навчені люди — промовтери. Для залучення уваги людей використовують брендований одяг, промостійки, організовують шоу, чи якесь видовище тощо.